# Thrak
THRAK är ett musikalbum av det progressiva rockbandet King Crimson, utgivet 1995. Crimson var då ett band med en dubbeluppsättning.

## Låtlista
Samtliga låtar skrivna av Adrian Belew, Bill Bruford, Robert Fripp, Trey Gunn, Tony Levin och Pat Mastelotto.
1. "Vrooom" - 4:38
2. "Coda: Marine 475" - 2:41
3. "Dinosaur" - 6:37
4. "Walking on Air" - 4:38
5. "B'boom" - 4:11
6. "Thrak" - 3:59
7. "Inner Garden, Pt. 1" - 1:47
8. "People" - 5:53
9. "Radio I" - 0:44
10. "One Time" - 5:22
11. "Radio II" - 1:02
12. "Inner Garden, Pt. 2" - 1:16
13. "Sex Sleep Eat Drink Dream" - 4:50
14. "Vrooom Vrooom" - 5:50
15. "Vrooom Vrooom: Coda" - 3:01

## Medverkande
- Robert Fripp - gitarr, mellotron
- Adrian Belew - gitarr, sång
- Tony Levin - bas, Chapman Stick, sång
- Trey Gunn - Chapman Stick, sång
- Bill Bruford - trummor, percussion
- Pat Mastelotto - trummor, percussion